# Hockey Novara
Maillots
Hockey Novara  est un club de rink hockey de Novare. Il s'agit du club qui a remporté le plus de titres en Italie avec 32 championnats.
Fondé sous le nom de Hockey Club Vittoria en septembre 1924, puis renommé Hockey Club Novara en février 1925, le club a toujours joué dans la catégorie la plus élevée du championnat italien de rink hockey. Cependant, à la fin de la saison 2008-2009, le FIHP a ordonné la relégation du club en raison du manque d'équipe dans les catégories jeunes. Le club, tout en restant affilié à la Fédération, n’a plus joué de championnat par manque de moyen. Plus tard, au cours de la saison 2010-2011, le propriétaire de Novara Hockey, Massimo Rapetto, loué la marque du Hockey Novara au club de Roller 3000 Novara. En 2011, l'affiliation de Novara Hockey au FIHP a été interrompue et par cette opération, le club italien le plus titré disparait jusqu'en janvier 2021, date à laquelle il s'est réaffilié au FISR avec son nº 4 historique.
Il est à noter que de 2009 à 2021, Novara Hockey n’a plus exercé aucune activité sportive et n’existait donc plus du point de vue sportif. Cependant, le club n'avait pas disparu, mais avait été mis en sommeil par le dernier président et propriétaire, Massimo Rapetto.
Son palmarès comprend 32 victoires en championnat italien, 20 coupes italiennes, 3 coupes de ligue pour un total de 55 victoires en compétitions nationales, auxquelles il faut ajouter 5 titres remportés à l'international : 3 coupes CERS, plus 2 trophées mineurs.

### Source de la traduction
- (it) Cet article est partiellement ou en totalité issu de l’article de Wikipédia en italien intitulé « Hockey Novara » (voir la liste des auteurs).